# Ваттелутту
Ваттелутту или ваттежутты (малаял. мവട്ടെഴുത്തു്, тайск. ปัลลวะ — паллава) — письменность южноиндийского происхождения, типа абугида. Применялась главным образом для записи тамильского языка, а также языка малаялам и санскрита. Использовалась с VI по XIV вв. н. э. на территории современных индийских штатов Тамилнад и Керала, а также на северо-востоке острова Шри-Ланка, где мигрировавшие туда в давние времена тамилами использовали тамильские язык и письменность. Позднее была вытеснена современным тамильским письмом и письменностью малаялам.
Слово ваттелутту (тамил. வட்டெழுத்து vaṭṭeḻuttu) можно дословно перевести с тамильского как «округлые буквы».